# 1645 год в науке
В 1645 году произошли различные научные и технологические события, некоторые из которых представлены ниже.

## События
- Солнечная активность вступила в 70-летний период падения (1645—1715), который в наши дни называется «минимум Маундера». По подсчётам английского астронома XIX века Маундера, за этот период наблюдалось всего около 50 солнечных пятен вместо обычных 40—50 тысяч. Минимум Маундера совпадает по времени с наиболее холодной фазой глобального похолодания климата, отмечавшегося в течение XIV—XIX веков (так называемый «малый ледниковый период»). Однако связь между этими событиями не доказана[1].

## Публикации
- Французский астроном-коперниканец Исмаэль Буйо (Буллиальд) опубликовал свой главный астрономический труд «Астрономия Филолая» (Astronomia philolaica). В ней, Буйо защищает гелиоцентризм и законы Кеплера (помня о печальной судьбе Галилея, Буйо предусмотрительно сделал свой труд анонимным). Более того, он впервые в науке, задолго до Ньютона и Гука, изложил версию Закона всемирного тяготения, сила которого обратно пропорциональна квадрату расстояния[2].
- Нидерландский картограф Михаэль ван Лангрен издал первую карту Луны, на которой решил увековечить испанского короля Филиппа IV, владевшего тогда Южными Нидерландами, а также членов его семьи[3].

## Родились
См. также: Категория:Родившиеся в 1645 году
- 21 сентября — канадец Луи Жолье, исследователь Северной Америки (умер в 1700 году).
- 17 ноября — Никола Лемери, французский химик (умер в 1715 году).

## Скончались
См. также: Категория:Умершие в 1645 году
- (?) — французский химик Жан Рэ, который первым высказал закон сохранения массы в применении к химическим реакциям (род. в 1583 году).